# Konsensus moralny
Konsensus moralny, konsens moralny – pojęcie socjologiczne używane, głównie przez funkcjonalistów, dla określenia sytuacji, gdy większa część społeczeństwa podziela te same wartości. 
Konsensus moralny był dla funkcjonalistów podstawą równowagi społecznej.